# 傑爾季 (羅基特涅區)
51°12′34″N 27°20′2″E / 51.20944°N 27.33389°E
傑爾季（烏克蘭語：Дерть），是烏克蘭西北部的村莊，隸屬里夫內州的薩爾內區。該村始建於1700年，面積25.1平方公里，海拔高度191米，2001年人口729，人口密度每平方公里29人。